# Vercurago

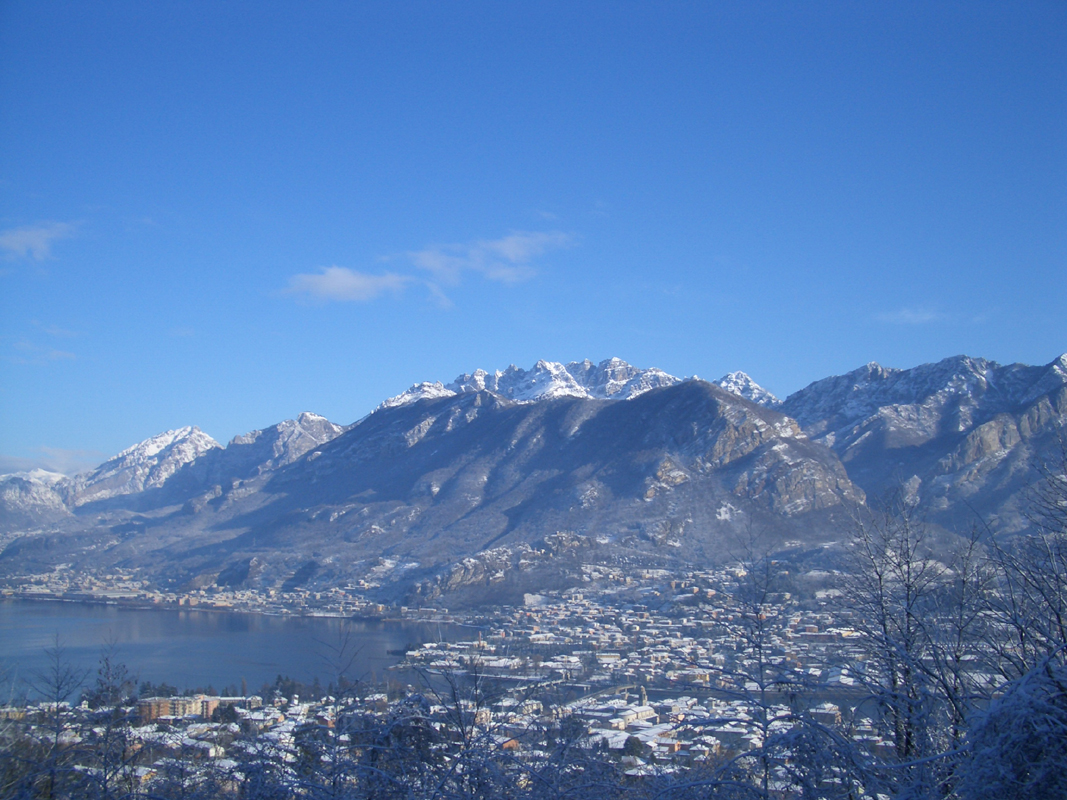

Vercurago is een gemeente in de Italiaanse provincie Lecco (regio Lombardije) en telt 2822 inwoners (31-12-2004). De oppervlakte bedraagt 2,1 km², de bevolkingsdichtheid is 1392 inwoners per km².

## Demografie
Vercurago telt ongeveer 1084 huishoudens. Het aantal inwoners daalde in de periode 1991-2001 met 0,7% volgens cijfers uit de tienjaarlijkse volkstellingen van ISTAT.
| Jaar | Inwoneraantal |
| ---- | ------------- |
| 1991 | 2805          |
| 2001 | 2784          |

## Geografie
Vercurago grenst aan de volgende gemeenten: Calolziocorte, Erve, Garlate, Lecco en Olginate.